# Holßel
Holßel is een dorp en voormalige gemeente in de Duitse deelstaat Nedersaksen. Het dorp maakt deel uit van de gemeente Geestland. De oude gemeente Holßel werd in 1974 gevoegd bij Langen, dat zelf in 2015 opging in Geestland; zie aldaar voor meer informatie.